# Question (CLC)
Question è il secondo EP del gruppo femminile sudcoreano CLC. È stato pubblicato il 28 maggio 2015, e ha come traccia principale il brano "Like".
Questo EP marchia l'ultima pubblicazione del gruppo come quintetto, in quanto Elkie Chong e Kwon Eun-bin sono in seguito state aggiunte al gruppo debuttando col successivo EP Refresh.

## Tracce
1. Hey-yo – 3:34 (testo: Big Sancho, FERDY, Lee Brian D – musica: Big Sancho, FERDY)
2. Like (궁금해) – 3:45 (Big Sancho, Seo Jaewoo, Son Youngjin)
3. Lucky – 3:09 (testo: Duble Sidekick, Seion, David Kim – musica: Duble Sidekick, Seion)
4. Hide and Seek (숨바꼭질) – 3:20 (testo: Jung Il-hoon – musica: Jo Sung-ho, FERDY)
5. What Do I Do (어쩌죠) – 3:48 (testo: Big Sancho, Son Young-jin – musica: Son Young-jin)

## Classifiche
| Classifica (2015) | Posizione massima |
| ----------------- | ----------------- |
| Corea del Sud     | 9                 |